# Obstrukční řeč k zákonu o občanských právech (1957)
 Obstrukční řeč k zákonu o občanských právech z roku 1957 byla událost z 28. srpna 1957, kdy Strom Thurmond (1902–2003), demokratický senátor Spojených států amerických z Jižní Karolíny, zahájil obstrukční řeč (tzv. filibuster), která měla zabránit přijetí zákona o občanských právech z roku 1957. Řeč začala ve 20.54 a trvala do 21.12 následujícího dne, tedy 24 hodin a 18 minut. Tím se ve své době stala nejdelší obstrukční řečí v historii Senátu Spojených států amerických. Řeč se soustředila především na tvrzení, že daný zákon, který stanovil rozšířenou federální ochranu volebních práv Afroameričanů, je zbytečný a protiústavní, a Thurmond při ní recitoval z dokumentů včetně volebních zákonů jednotlivých států USA, rozhodnutí Nejvyššího soudu a projevu George Washingtona na rozloučenou. Thurmond se zaměřil na konkrétní ustanovení zákona, které se týkalo některých soudních případů pohrdání volebním právem, ale postavil se proti celému návrhu zákona. 
Thurmond, zapálený zastánce segregace, působil v Senátu před tímto projevem jen tři roky, ale politicky byl známý již před svým zvolením do tohoto orgánu. Přestože obstrukční řeč podporovalo mnoho Jihokarolínců a občanů dalších jižanských států, Thurmondův pokus takto zablokovat návrh zákona bylo v rozporu s předchozí dohodou mezi jižanskými senátory. V důsledku toho se Thurmondovi za jeho projev dostalo smíšené chvály i kritiky. Na začátku 20. let 21. století byla Thurmondova obstrukční řeč označována za rasistickou, protože její cílem bylo zabránit černošským Američanům v přístupu k volbám. Zákon byl nicméně dvě hodiny po obstrukční řeči Senátem schválen a do dvou týdnů jej podepsal prezident Dwight D. Eisenhower. 

## Pozadí a cíle
Patnáctý dodatek americké ústavy od roku 1870 zaručoval volební právo občanům všech ras, ale státní zákony, volební daně a další instituce stále bránily mnoha Afroameričanům volit. Zákon o občanských právech z roku 1957 měl na federální úrovni zajistit a chránit volební právo Afroameričanů a byl podporován Národní asociací pro povznesení barevných lidí (NAACP) spolu s administrativou tehdejšího amerického prezidenta Dwighta D. Eisenhowera. Cílem zákona bylo chránit toto právo zřízením odboru pro občanská práva v rámci ministerstva spravedlnosti a americké komise pro občanská práva. V Senátu se návrh zákona nelíbil mnoha demokratům z jižních států. Původní návrh zákona prošel Sněmovnou reprezentantů v červnu, ale když byl zákon odeslán do Senátu, jeho efekt byl oslaben kompromisem, se kterým souhlasili opoziční demokraté. Senátní kompromis odstranil ustanovení, které umožňovalo generálnímu prokurátorovi podat žalobu za diskriminaci na veřejných místech, a přidal pozměňovací návrh, který zaručoval soudní řízení před porotou pro každého, kdo byl obviněn z omezování volebního práva. Tato upravená verze zákona byla 27. srpna schválena Sněmovnou reprezentantů poměrem hlasů 279 : 97.
Strom Thurmond, senátor za Jižní Karolínu, se vyjádřil tak, že zákon o občanských právech podle něj představuje „krutý a neobvyklý trest“, a prohlásil, že doufá, že prostřednictvím rozsáhlého projevu proti projednávané legislativě „poučí zemi“. Pravidla Senátu umožňují prakticky neomezenou rozpravu o návrhu zákona a obstrukční řeč je způsob, jak pomocí těchto pravidel zabránit schválení návrhu zákona tím, že se bude mluvit co nejdéle. V době Thurmondovi obstrukční řeči znamenalo opuštění sálu nebo usednutí během projevu ukončení senátorova projevu. Obstrukční řeč může být ukončena také hlasováním o tzv. cloture, které vyžaduje souhlas určitého procenta senátorů s ukončením projevu. V době Thurmondova projevu činila hranice potřebná pro zamítnutí dvoutřetinovou většinu. Thurmond drží rekord v nejdelší samostatné obstrukční řeči, ale delší řeči prováděly skupiny senátorů.
Thurmondova obstrukční řeč byla zaměřena především na konkrétní ustanovení zákona o občanských právech, které se týkalo drobných případů pohrdání volebním právem. Toto ustanovení umožňovalo, aby tyto případy projednával soudce bez přítomnosti poroty, ale umožňovalo druhý proces před porotou, pokud tresty v prvním procesu přesáhly 45 dní odnětí svobody nebo pokuty 300 dolarů. O tomto opatření bylo rozhodnuto kompromisem mezi republikány a demokraty, ačkoli podle historika Josepha Crespina mělo jen velmi malý praktický dopad, protože mnoho soudců by případ bez poroty neprojednávalo, pokud by to zvýšilo pravděpodobnost druhého procesu. Thurmond a další jižanští senátoři považovali toto ustanovení za porušení práva obžalovaného na soudní řízení před porotou, které je zaručeno ústavou USA.
Thurmond se významně angažoval v politice již před senátorstvím: byl guvernérem Jižní Karolíny, po protestech proti občanským právům na národním sjezdu Demokratické strany v roce 1948 pomáhal založit Demokratickou stranu práv států a v prezidentských volbách v roce 1948 kandidoval proti Harrymu S. Trumanovi a Thomasi E. Deweymu. Thurmond získal více než milion hlasů a v této prezidentské kandidatuře třetí strany jako dixiekrat zvítězil ve čtyřech státech. O šest let později Thurmond kandidoval za demokraty a přes písemné hlasy byl zvolen do Senátu jako mladší senátor za Jižní Karolínu. Thurmondova politická kandidatura byla z velké části založena na jeho odporu k integraci rasových menšin.
Dne 24. srpna, čtyři dny před Thurmondovým projevem, bylo v kanceláři senátora Richarda Russella dosaženo dohody mezi jižanskými senátory, že nebudou organizovat obstrukční řeč. Thurmondovo odstoupení od dohody senátorů později kritizovali vůdci strany včetně senátorů Russella a Hermana Talmadgeho.

## Obstrukční řeč
Obstrukční řeč začala 28. srpna 1957 ve 20.54 hodin čtením volebních zákonů všech 48 států, a pokračovala četbou z rozsudků Nejvyššího soudu USA, z knihy Democracy in America od Alexise de Tocquevilla a z projevu George Washingtona na rozloučenou. Galerie Senátní komory, která byla na začátku řeči zaplněna stovkami diváků, se během brzkých ranních hodin zmenšila na pouhého lobbistu NAACP Clarence Mitchella Jr. a Thurmondovu manželku Jean. Ráno 29. září Thurmondův hlas klesl na mumlání a jeho tón byl stále monotónnější. Vůdce republikánů William Knowland z Kalifornie kolem poledne požádal Thurmonda, aby mluvil hlasitěji, aby se mohl ujistit, že nejsou činěny žádné návrhy, ale Thurmond reagoval návrhem, aby se senátor posunul blíže. Knowland zůstal na svém místě. Přibližně ve 13 hodin Thurmond ustoupil, aby umožnil složení přísahy Williamu Proxmirovi, který byl zvolen po smrti Josepha McCarthyho, a poté pokračoval ve svém projevu. Thurmondovi v průběhu dne umožnili přestávky i ostatní senátoři, včetně některých, kteří návrh zákona podporovali, když se ho zdlouhavě vyptávali.
Thurmond ukončil svoji obstrukční řeč po 24 hodinách a 18 minutách 29. srpna ve 21.12, čímž se stala nejdelší obstrukční řečí, kterou kdy americký senátor vedl. Překonal tak dosavadní rekord Wayna Morse, který v roce 1953 hovořil proti zákonu o zatopených pozemcích 22 hodin a 26 minut. Skupiny kongresových stenografů spolupracovaly na záznamu projevu pro Kongresový záznam, který nakonec zabral 96 stran a stál přes 7 000 dolarů (68 000 dolarů v roce 2021).

### Logistika
Historik a životopisec Joseph Crespino popsal Thurmondovu obstrukční řeč jako „tak trochu urologickou záhadu“. Thurmond se před obhajobou pravidelně koupal v páře, aby ze svého těla odčerpal tekutiny, čímž se dehydratoval a během obhajoby mohl po delší dobu přijímat tekutiny. V afroamerické komunitě se také proslýchá, že Thurmond používal další metody, aby se vyhnul odchodu na toaletu. List The Chicago Defender uvedl, že Thurmond nosil „pomůcku vymyšlenou pro dlouhé cesty automobilem“, která mu umožňovala ulevit si na tribuně a dlouholetý pracovník Kapitolu Bertie Bowman ve svých pamětech tvrdil, že Thurmond byl vybaven katetrem. Thurmondovi bylo jednou dovoleno odejít na toaletu, přibližně po třech hodinách řeči. Senátor Barry Goldwater se Thurmonda tiše zeptal, jak dlouho ještě vydrží bez toalety a on odpověděl: „Ještě asi hodinu“. Goldwater požádal Thurmonda, aby mu na několik minut přenechal slovo, a Thurmond si mohl odskočit na toaletu. Poradce připravil v senátní šatně kbelík, aby si Thurmond mohl v případě potřeby ulevit, ale Thurmond ho nakonec nepoužil. Thurmondův zdravotní stav začal 29. srpna večer znepokojovat jeho asistenty a senátního lékaře George W. Calvera, který pohrozil, že ho osobně odstraní z řečnického pultu, pokud se senátorskému personálu nepodaří Thurmonda přesvědčit, aby svůj projev ukončil.
Během obhajoby Thurmond pojídal kousky žitného chleba (pumpernickel) a malými kousky mletého steaku. V kapsách si s sebou přinesl také pastilky do krku a tablety sladového mléka. Senátor Paul Douglas z Illinois přinesl Thurmondovi 29. října v poledne džbán pomerančového džusu, ze kterého Thurmond upil jednu sklenici, načež byl džus uklizen z jeho dosahu, aby se snížila pravděpodobnost, že bude muset odejít na toaletu.

## Výsledek a přijetí

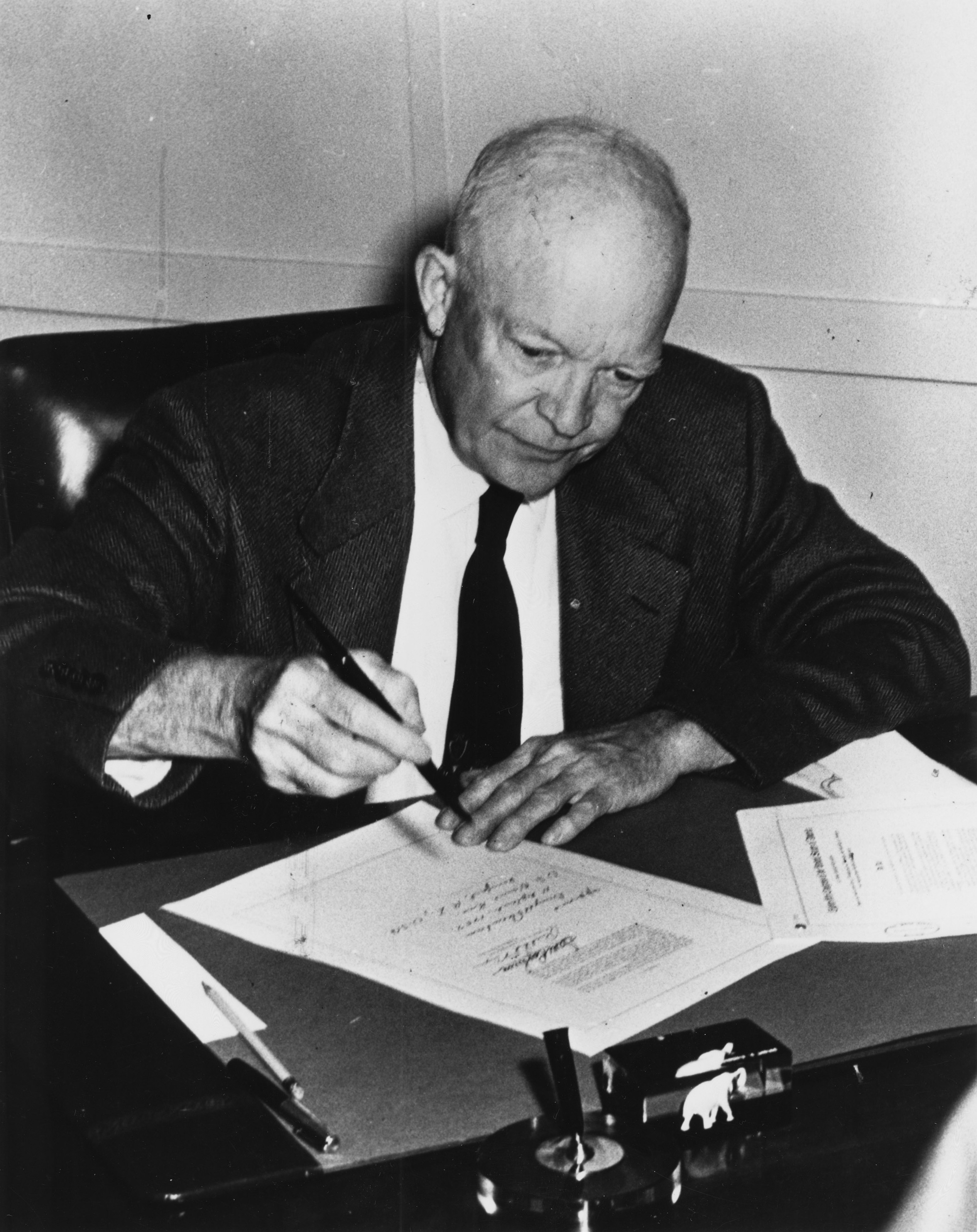
Prezident USA Dwight D. Eisenhower 9. září 1957 podepisující zákon o občanských právech z roku 1957

Obstrukční řeč nedokázala zabránit přijetí zákona, nepodařilo se mu ani změnit výsledek hlasování. Návrh zákona byl Senátem schválen dvě hodiny po Thurmondově projevu poměrem hlasů 60 : 15, a o necelé dva týdny později jej podepsal prezident Eisenhower. Zákon o občanských právech z roku 1957 byl prvním zákonem o občanských právech v USA po 82 letech.
Thurmond byl za svůj projev značně kritizován, a to i ze strany demokratů, kteří podepsali Southern Manifesto nebo s jeho cíli souhlasili, včetně Talmadgeho, Russella a celé Southern Caucus. Talmadge označil projev za formu politického předvádění a Russell jej odsoudil jako „osobní politickou agitaci“. Tito senátoři obdrželi během Thurmondova projevu několik telegramů, v nichž byli vyzváni, aby Thurmondovi pomohli v jeho obstrukční řeči tím, že ho vystřídají, a Thurmondův tým obdržel zprávy od stovek jižanů, kteří mu blahopřáli a povzbuzovali ho. Jižanští demokratičtí senátoři se k řeči nepřipojili, přestože s ním mnozí jejich voliči souhlasili a podporovali ho, protože (jak podotkl Russell) Jih již zajistil kompromis v návrhu zákona, který by byl obstrukční řečí ohrožen, a stejně neměli dostatečnou podporu, aby zabránili hlasování o zamítnutí.
V roce 1964 se Thurmond podílel na druhé obstrukci proti zákonu o občanských právech z roku 1964. Později téhož roku přestoupil k Republikánské straně. Obstrukční řeč v roce 1964 provedla skupina jižanských senátorů a byl ukončen až hlasováním o zamítnutí návrhu. Thurmond byl opakovaně zvolen a v Senátu působil 48 let, do důchodu odešel v roce 2003 ve věku 100 let jako nejstarší americký senátor vůbec.

### Moderní přijetí
Ačkoli podle Gillian Brockellové z deníku The Washington Post v roce 2021 Thurmond nepoužil žádný „otevřeně rasistický jazyk“, v článku jej autorka označila za rasistický, protože zákon, proti němuž Thurmond řečnil, chránil volební právo Afroameričanů. Crespino ve své Thurmondově biografii Strom Thurmond's America z roku 2012 poukázal na vliv Thurmondovi obstrukční řeči a částečného autorství Jižanského manifestu, dokumentu z roku 1956, který měl sjednotit Jih proti školní integraci, předchozího roku. Tyto události popsal jako „[zpečetění] Thurmondovy pověsti jednoho z posledních konfederátů Jihu, zastánce kampaně ‚masivního odporu‘ bílých Jižanů“ proti občanským právům. Dále tvrdil, že obstrukční řeč byla pro Thurmonda způsobem, jak podpořit jižanské představy o síle a odolnosti bělochů a zároveň vylepšit svůj osobní obraz mužnosti a zdraví.